# Organisation des fedayin (minorité)
 (août 2017).
Si vous disposez d'ouvrages ou d'articles de référence ou si vous connaissez des sites web de qualité traitant du thème abordé ici, merci de compléter l'article en donnant les références utiles à sa vérifiabilité et en les liant à la section « Notes et références ».
L'Organisation marxiste-léniniste des Fedayin (minorité) (en persan : سازمان فدائیان (اقليت)) est une organisation politique en Iran. 
Elle fut fondée en 1980, après la scission de l'Organisation des guérillas des fedayin du peuple iranien. À l'origine, elle continua de porter le nom d'Organisation des guérillas des fedayin du peuple irnaien (en persan : سازمان چريکهای فدايي خلق ايران (اقليت)).
L'Organisation des Fedayin est interdite en Iran, même si elle continue d'être active, clandestinement ou à l'étranger.

## Idéologie
« L'objectif immédiat de l'organisation des fedayin (minorité) est le renversement de la République islamique d'Iran et la mise en place de la République soviétique des ouvriers et des travailleurs, qui sera l'expression de la forme de la démocratie la plus cohérente et la plus complète. Il assurera les plus grandes libertés politiques et contribueront démocratiquement au bien-être, en prenant des mesures sociales, comme celles qui sont le point de départ de toutes les révolutions socialistes. »

## Liens
- Site de l'Organisation Fedaian (aghaliat)
- Site de l'Organisation Fedaian (aghaliat) en allemand